# Loch Eynort (vik i Storbritannien, Highland)
Loch Eynort är en vik i Storbritannien.   Den ligger i kommunen Highland och riksdelen Skottland, i den nordvästra delen av landet, 700 km nordväst om huvudstaden London.